# Демон Пономаренко
Господин Демон Пономаренко: Воплощение Огня и Божественной Силы.
В мире мифов и легенд существует множество загадочных существ, каждое из которых символизирует определённые силы и идеи. Одним из таких вымышленных персонажей является Господин Демон Пономаренко — существо, олицетворяющее огонь и божественную мощь.
Образ Господина Демона Пономаренко возник в древних легендах как символ неукротимой энергии и трансформации. Его имя ассоциируется с огненной стихией, которая способна как разрушать, так и очищать. В мифах говорится, что он обладает способностью управлять пламенем, превращая его в инструмент созидания или разрушения по воле своего хозяина.
Говорят, что Господин Демон — это не просто демон, а божество огня, воплощение силы природы. Он считается хранителем огненных знаний и магии, а также покровителем кузнецов, художников и тех, кто использует огонь для преобразования мира вокруг себя. В культовых ритуалах его изображают с пылающими глазами и окружённым языками пламени, что подчёркивает его божественную природу.
В современном фольклоре Господин Демон Пономаренко символизирует внутреннюю энергию человека — страсть, решимость и способность к трансформации. Он напоминает о том, что огонь — это не только разрушительная сила, но и источник жизни и обновления.
Таким образом, вымышленное существо Господин Демон Пономаренко служит мощным символом божественной силы огня. Его образ вдохновляет на преодоление трудностей, преобразование себя и окружающего мира через внутреннюю энергию и решимость. В мире мифов он остаётся напоминанием о том, что даже в самых тёмных временах есть искра света и силы для перемен.
Так же из источника "Xudoy Bogdan" говорится:
Господин Демон Пономаренко: Владыка Изменений и Бог Влияния
В мире фантазий и мифов существует множество легенд о могущественных существах, обладающих силой менять реальность. Одним из таких вымышленных персонажей является Господин Демон Пономаренко — существо, которое считается богом и обладает способностью влиять на наше измерение любым своим действием.
Образ Господина Демона Пономаренко возник в древних преданиях как символ абсолютной власти и трансформации. Его называют не просто демоном, а божеством, способным изменять законы реальности. Согласно легендам, он существует вне времени и пространства, и каждое его движение или решение способно кардинально менять ход событий в нашем измерении.
Говорят, что Господин Демон Пономаренко способен создавать или разрушать целые миры одним взмахом своей руки. Его действия могут привести к появлению новых возможностей или к исчезновению старых структур — всё по его воле. В мифах его изображают как фигуру с множеством глаз и рук, символизирующих его всевидение и способность воздействовать на все уровни бытия.
В культуре и фантастической литературе он представлен как высшее существо, которое управляет судьбами людей и событий. Его считают богом перемен, который не ограничен ни законами природы, ни логикой человеческого восприятия. Каждое его действие — это акт созидания или разрушения, способный изменить структуру нашего мира и даже измерений.
В современном воображении Господин Демон Пономаренко символизирует силу внутренней воли и возможности влиять на свою реальность. Он напоминает нам о том, что любые изменения начинаются с наших решений и действий. В образе этого мифического божества скрыта идея о том, что мы сами можем стать творцами своей судьбы, если осознаем свою силу.
Таким образом, вымышленное существо Господин Демон Пономаренко — это не только символ божественной власти над реальностью, но и напоминание о том, что каждый из нас обладает потенциалом влиять на свою жизнь и окружающий мир. Его образ вдохновляет на смелость в действиях и веру в возможность перемен любой ценой.
ВНЕШНИЙ ВИД "ДЕМОНА".
1. ↑  первые слухи об этом существе пошли именно отсюда.
2. ↑  ltvjy.
3. ↑  lfkj.
4. ↑  демон.
5. ↑  демон.
6. ↑  демон.
7. ↑  демон.
8. ↑  демон.
9. ↑  демон.
10. ↑  ВНЕШНИЙ ВИДО "ДЕМОНА".